# Juiced
Juiced é um jogo eletrônico de corrida de carros e tuning. Trata-se uma fusão de estilos entre Need For Speed Underground (corridas de rua com rivais) e de Gran Turismo (corridas onde somente classes específicas de carros podem participar).

## História do Jogo
Começando como um novato na "área", sem ao menos um conjunto de rodas em seu nome, o jogador deve montar uma equipe, ganhar respeito dos competidores e mostrar toda sua habilidade para ser convidado para os eventos de corrida organizados pelas equipes adversárias.
Enquanto sua notoriedade aumenta, o gamer terá cada vez mais oportunidades de disputa, podendo apostar seu carro ou correr por dinheiro. Deve-se ter total controle no gerenciamento do comportamento dos pilotos, para que o primeiro lugar seja conquistado. Com as vitórias vêm as recompensas: escolha entre 52 veículos como Dodge, Honda, Ford, Mitsubishi, Nissan e Volkswagen e centenas de peças para equipar e personalizar seu companheiro de corrida. Feito isso, vá ao Body Shop deixar algumas pessoas de queixo caído com o medidor de potência.
São 7,5 trilhões de opções de personalização e uma Inteligência Artificial que permite que os pilotos se sintam pressionados, fazendo-os cometer erros, principalmente com a variação das oito condições de tempo disponíveis. O realismo é tanto, que além de ter seu carro danificado pelas batidas, a sensação de dirigibilidade é alterada dependendo das peças que foram colocadas nele.
O corredor poderá mostrar suas habilidades no volante em 99 pistas e no modo "show off" onde se é livre para dar cavalos de pau, "zerinhos" entre outros. No modo multiplayer seis jogadores podem correr simultaneamente permitindo também a disputa em equipes. Depois de consagrado no meio, o jogador cria corridas, define datas e locais além de decidir qual o prêmio: dinheiro ou o carro do perdedor, que dependendo da habilidade pode ser o seu!
Requisitos do sistema (PC)
Microsoft® Windows® ME/ 2000/ XP
CPU: Intel® Pentium® 4 1 GHz ou AMD® Athlon® 1.7 GHz recomendado
Memória: 256 MB RAM (512 MB recomendado)
Sistema de Vídeo: Placa de Vídeo 3D com 32 MB, driver compatível com DirectX 9.0c (128 MB ou mais é recomendado)
Espaço em Disco: 2,5 GB livres.
Sistema de Som: Placa de Som compatível com DirectX 9.0c CD-ROM: 4X
DirectX 9.0c (incluído)
Multiplayer via Modem, Rede local ou Internet

## Classes
Os carros possuem 8 classes, determinadas a partir da sua potência.
- 100~199=Classe 8
- 200~299=Classe 7
- 300~399=Classe 6
- 400~499=Classe 5
- 500~599=Classe 4
- 600~699=Classe 3
- 700~799=Classe 2
- 800~899=Classe 1

Quanto mais você avançar no jogo, mais fácil você chegará na classe 1

## Respeito
Você adquire respeito participando das corridas. Se você ganhar um circuito, você ganhará bastante respeito do TK. Se você ganhar um sprint, ganhará bastante respeito do Biggi
Existe 8 corredores. Cada um precisa que você faça algo para ganhar mais respeito

## Juiced Evolution
Juiced Evolution é o primeiro MOD completo para o game Juiced.
- Novas texturas in-game
- Nova triha sonora
- Acertos de carros mais próximos aos reais